# Левша, Валентин Алексеевич
Валентин Алексеевич Левша — советский организатор промышленности, лауреат Сталинской премии (1953).

## Биография
Родился 7 мая 1908 г. в Екатеринославе.
Окончил Московский электротехнический институт связи. Во время учёбы и после окончания института работал на заводе № 205 им. Хрущева Наркомата оборонной промышленности в должностях от инженера до главного инженера (с декабря 1938) и и.о. директора.
С 1939 по 1948 г. директор завода № 192 Наркомата (Министерства) судостроительной промышленности.
С 1948 по 1952 г. — в Минсудпроме: начальник 4 ГУ, затем заместитель министра по кадрам. В 1952—1953 гг. помощник Председателя Совета Министров СССР и одновременно член Специального комитета, также входил в состав НТС 3 ГУ при Совете Министров СССР.
После организации Минсредмаша (июль 1953) до конца 1953 г. работал начальником Управления руководящих кадров министерства, а затем до 1956 г. — заместителем министра; в 1956—1960 гг. — первым заместителем начальника главка по использованию атомной энергии, с 1960 г. — заместителем председателя ГКИАЭ.
После включения комитета и его предприятий в состав Минсредмаша работал в 15 ГУ, а с 1967 по 1984 г. — заместителем начальника 16 ГУ по общим вопросам и капитальному строительству.

## Награды
Лауреат Сталинской премии II степени (1953). Награждён двумя орденами Ленина, тремя орденами Трудового Красного Знамени.